# Agnes Chow
Agnes Chow (chinois : 周庭 ; pinyin : Zhōu Tíng ; cantonais Jyutping : Zau1 Ting4) est une étudiante et militante politique de Hong Kong. En 2016, elle participe à la fondation du parti Demosistō, qui milite pour une plus grande démocratie à Hong Kong.

## Biographie
Agnes Chow rejoint le mouvement étudiant Scholarism en 2012, et en devient la porte-parole. Ce mouvement milite notamment contre l'introduction de cours d'éducation morale et nationale à l'école. C'est une des organisations à l’origine des manifestations de 2014 à Hong Kong.
En 2016, elle fonde le parti Demosistō avec d'autres militants de Scholarism, Nathan Law et Joshua Wong.
En 2018, elle se présente aux élections législatives de Hong Kong, mais sa candidature est invalidée par le pouvoir chinois. Le Service européen pour l'action extérieure de l'Union européenne regrette la décision du gouvernement chinois dans un communiqué, exprimant la crainte que cela « [porte] atteinte à la réputation de société libre et ouverte qu'a Hong Kong à l'échelle internationale ». La porte-parole de ce service rappelle que l'Union européenne soutient le principe « Un pays, deux systèmes » à Hong Kong, et estime qu'« interdire à des candidats de se présenter à une élection en raison de leurs opinions politiques est contraire au droit de se présenter à des élections sans restrictions déraisonnables ». Le Royaume-Uni exprime également sa préoccupation à la suite de cette décision.
Le 30 août 2019, elle est arrêtée avec Joshua Wong en raison de leur participation aux manifestations de 2019 à Hong Kong, mais ils sont libérés le même jour sous caution. Le 6 juillet 2020, accusée d'avoir organisé, incité à participer et participé à ces manifestations, elle plaide coupable pour les deux derniers chefs d'accusation,.
Le 10 août 2020, elle est arrêtée pour incitation à la sécession en vertu de la loi sur la sécurité nationale. Le 23 novembre 2020, elle est emprisonnée avec Joshua Wong et Ivan Lam après qu'ils ont plaidé coupables d'avoir organisé les manifestations de 2019. En décembre 2020, Agnes Chow est condamnée à 10 mois d'emprisonnement lors d'un procès où Ivan Lam et Joshua Wong sont condamnés à des peines de respectivement 7 et 13,5 mois, pour incitation à un regroupement illégal et organisation de regroupement illégal. Le 12 juin 2021, elle est libérée de prison.
En 2023, elle est autorisée à se rendre au Canada pour poursuivre ses études, après avoir dû participer à une visite en Chine continentale, et signer des lettres d'éloge des succès de la Chine et de regret de son action politique passée. Alors qu'elle devait se présenter à la police de Hong Kong à propos du procès de Jimmy Lai en décembre, conformément aux termes de sa libération sous caution, elle annonce sa décision de ne pas le faire, par souci pour sa sécurité et pour préserver sa santé physique et mentale. Elle estime possible qu'elle ne retourne plus jamais à Hong Kong,.

## Distinction
- BBC 100 Women 2020[14] : Agnes Chow a été choisie par la BBC en 2020 dans la liste de 100 femmes inspirantes et influentes du monde entier, avec les Thaïlandaises Panusaya Sitijirawattanakul, Cindy Burbridge, Kotchakorn Voraakhom et la militante féministe birmane Nandar (en).